# Cantón de Baigneux-les-Juifs
El cantón de Baigneux-les-Juifs era una división administrativa francesa, que estaba situada en el departamento de Côte-d'Or y la región de Borgoña.

## Composición
El cantón estaba formado por quince comunas:
- Ampilly-les-Bordes
- Baigneux-les-Juifs
- Billy-lès-Chanceaux
- Chaume-lès-Baigneux
- Étormay
- Fontaines-en-Duesmois
- Jours-lès-Baigneux
- La Villeneuve-les-Convers
- Magny-Lambert
- Oigny
- Orret
- Poiseul-la-Ville-et-Laperrière
- Saint-Marc-sur-Seine
- Semond
- Villaines-en-Duesmois

## Supresión del cantón de Baigneux-les-Juifs
En aplicación del Decreto nº 2014-175 de 18 de febrero de 2014, el cantón de Baigneux-les-Juifs fue suprimido el 22 de marzo de 2015 y sus 15 comunas pasaron a formar parte; catorce del nuevo cantón de Châtillon-sur-Seine y una del nuevo cantón de Montbard.